# Bemowizna (przystanek kolejowy)
Bemowizna – przystanek kolejowy w Bemowiznie, w województwie warmińsko-mazurskim, w Polsce.